# Высоцкая, Лидия
Лидия Высоцкая (пол. Lidia Wysocka; 24 июня 1916, Рогачёв, Могилёвская губерния, Российская империя—2 января 2006, Варшава, Польша) — польская актриса театра и кино, певица.

## Роли в кино
- 1973 — Секрет / Sekret — Лена Нуркевич.
- 1961 — Расставание / Rozstanie — Магдалена.
- 1956 — Необыкновенная карьера / Nikodem Dyzma — певица, пела песенку о Дызме.
- 1955 — Дело пилота Мареша / Sprawa pilota Maresza — Мари.
- 1955 — Ирена, домой! / Irena do domu! — Ирена Маевская.
- 1939 — Золотая Маска / Złota Maska — Магда.
- 1939 — Доктор Мурек / Doktor Murek — Тунка Чабрановна.
- 1938 — Геенна / Gehenna — Анна.
- 1938 — Последняя бригада / Ostatnia Brygada — Марта Жецкая.
- 1938 — Вереск / Wrzos — Дембская.
- 1938 — Сердце матери / Serce matki — Люся.
- 1936 — Папа женится / Papa się żeni — Лили.
- 1935 — Люби только меня / Kochaj tylko mnie — Ханка.

## Карьера
Дебют в кино — Ханка в фильме «Люби только меня / Kochaj tylko mnie» (1935). В 1936 году окончила Театральную академию в Варшаве. В 1936—1939 годы играла в варшавском Польском театре в Варшаве.
Во время Второй мировой войны оставалась в оккупированной Варшаве, работала официанткой. После отказа сниматься на немецкой студии UFA была заключена немецкими оккупантами в тюрьму Павяк. После войны была актрисой варшавских театров — Драматического, Театра миниатюр и Нового. В 1947—1949 годы выступала в Польском театре в Щецине. В 1951 вернулась в Варшаву.
В 1951—1953 годах — играла в театре Буфф. В 1956 году основала литературно-художественное кабаре «Wagabunda» и в течение 12 лет им руководила. В 60-70-х годах — актриса театра «Сирена».
Последняя кинороль — мать Мария в фильме «W obronie własnej» (1982).

## Призы и Награды
- «Odznaka 1000-lecia», 1967, Польша.
- Золотой Крест Заслуги, 1978, Польша.
- «Награда столицы города Варшавы» / Nagroda Miasta Stołecznego Warszawy, 1995, Польша.
- Эстрадная премия «Prometeusz», 1996, Польша.
- Орден Возрождения Польши: Офицер, 1999, Польша.